# Mauricio de Sousa
Mauricio Araújo de Sousa OMC (Santa Isabel, 27 de outubro de 1935) é um cartunista, empresário e escritor brasileiro. Ganhou notoriedade nacional e internacional por ter criado a série de histórias em quadrinhos infantis Turma da Mônica, para a qual desenvolveu mais de 200 personagens. Com mais de seis décadas de carreira, Sousa é amplamente referenciado como um dos maiores cartunistas da história do Brasil e do mundo.
Nascido em uma família de artistas, Sousa começou sua carreira como repórter policial, quando criou seu primeiro personagem, o cão Bidu. Inspirado em sua infância e em seus filhos, desenvolveu personagens icônicos como Mônica, Cebolinha, Cascão e Magali, que se tornaram ícones da cultura popular brasileira. Seu trabalho apresenta influências visíveis do mangaká japonês Osamu Tezuka, com quem mantinha amizade.
Além dos quadrinhos, Sousa expandiu seu universo para parques temáticos, adaptações para cinema e televisão, e uma variedade de produtos licenciados. Fundador da MSP Estúdios, sua empresa se tornou uma das mais bem-sucedidas no ramo de entretenimento infantil no Brasil. Ao longo de sua carreira, recebeu diversas honrarias, como a Ordem do Mérito Cultural e a Ordem do Ipiranga. Em 2011, tornou-se o primeiro quadrinista a ingressar na Academia Paulista de Letras.

## Infância e juventude
Filho de Antônio Mauricio de Sousa e de Petronilha Araújo de Sousa, Mauricio nasceu em Santa Isabel, São Paulo, e viveu num ambiente cercado de arte, pois seu pai, além de barbeiro, era poeta, compositor e pintor, e sua mãe era poetisa. Sua casa estava sempre cheia de livros, proporcionando um ambiente bastante cultural. Em sua casa, era comum receber saraus, reuniões de artistas e rodas de chorinho.
Segundo o cartunista, ele aprendeu a ler com gibis, quando tinha 5 anos, e encontrou uma edição da revista O Guri, que estava sem capa no lixo, e pediu a sua mãe que lesse, ainda na época em que não sabia como ler e muito menos o que era aquele objeto encontrado. Vendo que o filho gostava daquilo, Petronilha decidiu ensinar o filho a ler, enquanto Antônio Mauricio trazia mais revistinhas para o pequeno Mauricio.
Sua mãe queria que ele se tornasse cantor mirim, mas sua timidez não lhe permitiu seguir, ainda que sua mãe fosse firme e exigente com Mauricio. Com poucos meses de vida, Mauricio mudou-se de Santa Isabel para a vizinha Mogi das Cruzes, onde começou a desenhar cartazes e ilustrações para rádios e jornais. Quando contou a seu pai sobre querer viver como desenhista, ele lhe disse: “Mauricio, desenhe de manhã e administre à tarde”.
O pai de Maurício criticava o governo Vargas em seus jornais Vespa e A Caveira. Em 1940, a polícia invadiu e destruiu sua gráfica, e a família passou a morar em São Paulo por dois anos.

## Carreira

### 1954–62: Início
Mauricio queria viver profissionalmente do desenho. Para isso, em 1954, procurou emprego de desenhista em São Paulo, mas só conseguiu uma vaga de repórter policial na Folha da Manhã. Passou cinco anos escrevendo esse tipo de reportagem, que ilustrava com desenhos bem aceitos pelos leitores. Mauricio de Sousa começou a desenhar histórias em quadrinhos em 18 de julho de 1959, quando uma história do cãozinho Bidu, seu primeiro personagem, foi aprovada pelo jornal. As tiras em quadrinhos com o cãozinho Bidu e seu dono, Franjinha, deram origem ao Cebolinha em 1960.
Acusado de ser comunista, Mauricio foi despedido pelo chefe de redação do jornal Folha de S.Paulo, retornando para Mogi das Cruzes; nesta época, passou a apresentar um catálogo de suas tiras para fornecer aos jornais locais. Em 1962, foi contratado pelo jornal carioca Tribuna da Imprensa, para o qual criou o personagem Piteco e sua turma. A estreia de Piteco no jornal Tribuna da Imprensa ocorreu em 25 abril de 1962, na parte inferior da página 9.
Atualmente, Bidu participa tanto com Franjinha quanto em historinhas em que é o astro principal, dialogando com outros cães e até com pedras. Bidu é o símbolo da MSP Estúdios. Nas revistas Lostinho-Perdidinhos nos Quadrinhos e no primeiro número da revista Saiba Mais, no entanto, é revelado que a primeira criação de Mauricio foi um super-herói chamado Capitão Picolé. Junto a outros desenhistas como Messias de Mello, Gedeone Malagola, Ely Barbosa e Júlio Shimamoto, integrou a Associação dos Desenhistas de São Paulo (ADESP), da qual chegou a ser presidente. Durante sua presidência, Mauricio apoiava a reserva de mercado, devido às dificuldades que os artistas passavam por causa da predileção das editoras em publicarem histórias vindas do exterior, especialmente dos Estados Unidos. Suas demandas eram apoiadas pela mídia em geral. Também existia uma discussão no meio artístico que dividia os ilustradores: criar narrativas brasileiras ou aceitar a influência da cultura dos Estados Unidos na produção nacional, e Mauricio não se colocou em nenhum dos lados. Durante a presidência de Jânio Quadros, Mauricio se juntou a Zé Geraldo, líder das uniões da Guanabara e do Rio de Janeiro, no que ficou conhecido como Operação Gibi, para pressionar o presidente a cumprir sua promessa de reservar 60% do mercado à produção nacional. Durante a presidência de João Goulart, Mauricio foi convidado por Zé Geraldo para integrar a CETPA, editora criada por Brizola, mas recusou. Zé Geraldo fez a oferta e Mauricio simplesmente nunca apareceu no Rio Grande do Sul mas, de acordo com Mauricio, Zé Geraldo teria feito a oferta sob a condição de fazer seus personagens se alinharem com as causas da esquerda. Além disso, ele teria sofrido uma ameaça por telefone após negar a oferta.
Com a instalação da ditadura militar, saiu da ADESP, alegando que ela estava ganhando conotação política. Nesse período, perdeu seu emprego no jornal Folha da Tarde e teve seu nome adicionado na lista negra de cartunistas de São Paulo. Ele passou a vender tiras para jornais e paróquias no interior, em um sistema rotativo. Mauricio descreve:
| “ | Num exemplo simplificado, funcionava assim: na primeira semana, a paróquia A recebia uma tira do Bidu, a paróquia B do Piteco e a C do Cebolinha. Na segunda, a A ficava com o Cebolinha, a B com Bidu e a C com Piteco. Na terceira semana, a A publicava o Piteco, a B o Cebolinha e a C o Bidu. Agora imagine essa dança das cadeiras com uns 100 participantes. | ” |

Posteriormente, ele ampliou o sistema usando os correios para vender tiras para jornais que ficavam longe de Mogi.

### 1963–presente:Turma da Mônicae consolidação

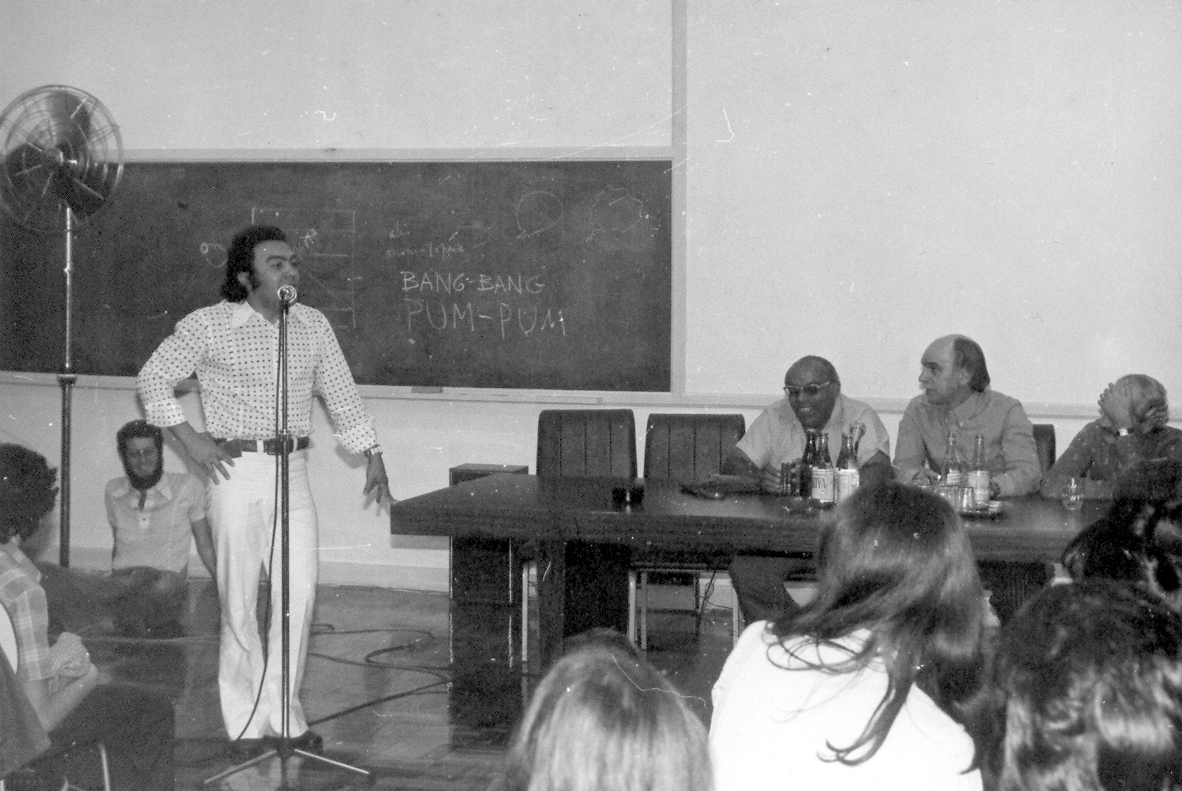
Mauricio palestrando durante o 1.º Congresso de História em Quadrinhos em Avaré, 1974

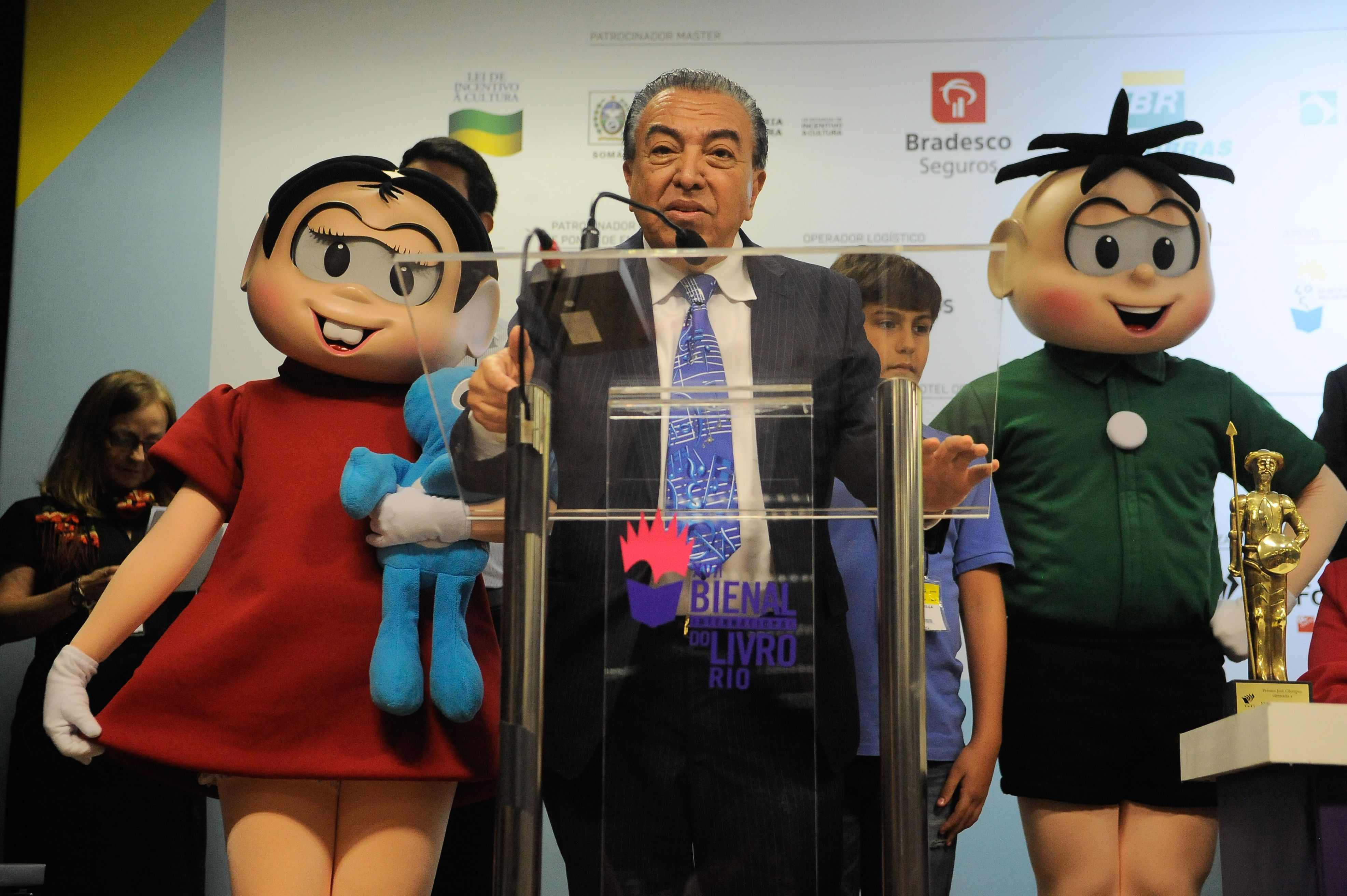
Mauricio de Sousa na 17.ª Bienal do Livro, em 2015

Em 1963, Mauricio de Sousa criou, junto com a jornalista Lenita Miranda de Figueiredo, Tia Lenita, a Folhinha de S. Paulo. Nesse ano, a Mônica e o Horácio foram criados. Antes dela, já havia criado o Cascão, em 1961. Nessa época, ele também criou a empresa Bidulândia Serviços de Imprensa, mais tarde chamada de Maurício de Sousa Produções, que atuava como um syndicate de distribuição de tiras de jornal. Ele abastecia o jornal com três tirinhas diárias. Foi nessa época que ele criou a Magali e o Anjinho Em 1970, decidiu lançar a revista da Turma da Mônica, chamada então de Mônica e Sua Turma. No período, Mauricio também produziu uma série de ilustrações sobre a história brasileira chamada Coisas do Brasil Antigo.
Em 1987, passou a ilustrar o recém-criado suplemento infantil do jornal O Estado de S. Paulo, o Estadinho, que até hoje publica tiras da Turma da Mônica. Por trabalhar na Folha de S.Paulo ao mesmo tempo, Maurício criou o Piteco e reformulou o Penadinho e o Chico Bento para estrelarem nas páginas do Estadinho. A pedido de Alberto Dines, ele também criou o Jotalhão, para servir de mascote do caderno de classificados do Jornal Brasil. Mauricio montou uma grande equipe de desenhistas e roteiristas, e depois de algum tempo passou a desenhar somente as histórias de Horácio, o dinossauro.
De 1970 — quando foi lançada a revista Mônica, com tiragem de 200 mil exemplares — a 1986, as revistas de Mauricio foram publicadas na Editora Abril. A partir de janeiro de 1987, as revistas passaram a ser publicadas pela Editora Globo, em conjunto com os Estúdios Mauricio de Sousa. Após vinte anos de editora Globo, todos os títulos da Turma da Mônica passaram para a multinacional Panini, que detinha também os direitos das publicações dos super-heróis da Marvel e DC Comics. O objetivo de Mauricio foi ampliar sua participação no exterior.
Em 2014, o escritor lançou um livro da Turma da Mônica com temática espírita, "Meu Pequeno Evangelho", inspirado no livro O Evangelho segundo o Espiritismo, uma das cinco obras básicas do Espiritismo.
Os quadrinhos de Mauricio de Sousa têm repercussão internacional, tendo sido adaptados para o cinema, para a televisão e para os videogames, além de terem sido licenciados para comércio em uma série de produtos com a marca das personagens. Há inclusive o parque temático da Turma da Mônica, o Parque da Mônica, aberto em 25 de janeiro de 1993, que, inicialmente era localizado no Shopping Eldorado, em São Paulo. O parque permaneceu nesse local até fevereiro de 2010, quando suspendeu temporariamente as suas atividades, sendo reaberto em 2015 no Shopping SP Market, também em São Paulo, ocupando uma área maior do que o espaço anterior, que já havia recebido o Parque da Xuxa. Já existiu também o Parque da Mônica de Curitiba, aberto em 1998 e fechado em 2000, e o do Rio de Janeiro, fechado no início de 2005. Está prevista a abertura de uma nova unidade do Parque em Gramado (RS), que deverá ocorrer no segundo semestre de 2020.

## Vida pessoal
Mauricio se casou pela primeira vez com Marilene Sousa, mãe de seus filhos Mariângela, Mônica, Magali e Maurício Spada. O casamento teve duração de 12 anos, e Marilene morreu em 7 de fevereiro de 2011. De um novo relacionamento, com Vera Lúcia Signorelli, nasceram Vanda e Valéria Signorelli e Sousa. Vera morreu em 7 de dezembro de 1971, em decorrência de um acidente de carro ocorrido na Via Dutra, dois dias antes. Do casamento com Alice Keiko Takeda, nasceram Marina, Mauro e Maurício Takeda de Sousa. Por último nasceu Marcelo de Sousa, fruto de uma relação existente num período em que Maurício e Alice estiveram separados.
Em 20 de março de 2008, seu filho mais novo, Marcelo, sua ex-esposa Marinalva Pereira dos Santos, mãe de Marcelo, e o filho dela, Vitor Hugo, então com 2 anos de idade, foram sequestrados numa residência na zona rural de São José dos Campos, por uma quadrilha. Foram levados para São Sebastião, litoral paulista, e libertados pela polícia civil em 6 de abril.
Em 2 de maio de 2016, morreu Mauricio Spada, seu filho, aos 44 anos, vítima de ataque cardíaco, enquanto estava em casa.

### Família e personagens
Pai de dez filhos (Maurício Spada, Mônica, Magali, Mariângela, Vanda, Valéria, Marina, Mauricio Takeda, Mauro Takeda e Marcelo Pereira), além de criar personagens baseados em seus amigos de infância, Mauricio criou personagens baseados em todos os seus filhos, seis homônimos  (Mônica, Magali, Marina, Vanda, Valéria, Marcelinho) e mais Maria Cebolinha (inspirada na Mariângela), Nimbus (em Mauro), Do Contra (em Mauricio Takeda), e Professor Spada/Dr. Spam (Maurício Spada). Titi e Franjinha são personagens inspirados em seus sobrinhos, enquanto Horácio, o dinossauro verde, é um alter ego do desenhista.
Alguns de seus filhos que viraram personagens passaram a trabalhar com Mauricio: Mônica é responsável pela divisão comercial de alimentos e produtos licenciados; Magali colabora como roteirista; Marina ajuda na criação de novas histórias.

## Homenagens
Em 2007, Mauricio de Sousa foi homenageado pela escola de samba Unidos do Peruche com o enredo "Com Mauricio de Sousa a Unidos do Peruche abre alas, abre livros, abre mentes e faz sonhar". Foi agraciado com a comenda da Ordem do Ipiranga pelo Governo do Estado de São Paulo.
Em 2016, a BBC News chamou Mauricio de "Walt Disney brasileiro".

### Academia Paulista de Letras
No dia 13 de maio de 2011, Mauricio tomou posse na Academia Paulista de Letras, ocupando a cadeira 24, que anteriormente era ocupada pelo poeta Geraldo de Camargo Vidigal, tornando-se assim o primeiro quadrinista a ser empossado por esta Academia.

### Ordem do Mérito Cultural
Em 2004, Mauricio recebeu a medalha da Ordem do Mérito Cultural.

## Cinebiografia
Em 2019, foi anunciado que o diretor Pedro Vasconcelos adaptaria para o cinema o livro Maurício - A História Que Não Está no Gibi como filme live-action.
Em 6 de dezembro de 2024, durante o painel da Mauricio de Sousa Produções na CCXP24, foi confirmado que a cinebiografia Mauricio de Sousa - O Filme chegaria aos cinemas em 2025.
Em 14 de junho de 2025, a Disney divulgou o primeiro trailer durante a Bienal do Livro 2025, no Rio de Janeiro. O vídeo apresenta cenas da infância de Mauricio (interpretado por Diego Laumar), seu vínculo familiar e os primeiros passos na carreira de quadrinista, com Mauro Sousa — filho de Mauricio de Sousa — interpretando o pai na fase adulta. A estreia do filme está marcada para 23 de outubro de 2025.